# Milan Beránek
Milan Beránek (* 30. března 1936 Dražůvky na Moravě) je český sochař, malíř a básník. Jeho celé jméno je Milan Antonín Jan Evangelista Beránek.
Beránkova tvorba je jednou ze svébytných linií umění druhé poloviny 20. století,[zdroj⁠?!] která vypovídá o důležitých momentech nejen v dějinách umění, ale i tehdejším společenském a politickém dění v bývalém Československu.
Přestože je Milan Beránek autorem velmi plodným, jeho tvorba nikdy nebyla vystavována jako celek. Při různých společných i autorských výstavách byl vždy vidět jen fragment či tematicky vybrané práce.

## Životopis

### Dětství
Milan Beránek se narodil jako syn manželů Antonína Beránka, dozorce finanční stráže, a rolnické dcery Marie Navrátilové. Krátce po jeho narození bydleli kvůli otcově službě převážně na slovensko-maďarských hranicích. Po podepsání Mnichovské dohody se rodina v roce 1938 přestěhovala do Hodonína.
V Hodoníně žil až do ukončení druhé světové války roku 1945. Beránkův otec Antonín byl v období heydrichiády zatčen, odvezen do Vídně a zde na podzim roku 1943 popraven. Matka byla opakovaně vyslýchána, zatčena a nasazena na nucené práce v průmyslu. V roce 1944 se štěstím přežili bombardování Hodonína, ale rodina přišla o mnoho přátel a známých.
Po skončení války bylo matce Milana Beránka nabídnuto od Akčního výboru obětem nacizmu zakoupení konfiskátu v Břeclavi v nově osídlovaném pohraničí. Milan se spolu s ní přestěhoval pouhý kilometr od Poštorné, rodiště jeho otce. Aby bylo možné dům zaplatit, byl matce svěřen i obchod, který vedla jako spoluvlastník. V roce 1948 byl zakoupený dům v Břeclavi vyvlastněn státem.

### Vojenská služba a počátky umělecké tvorby
Jako dítě neměl Milan Beránek nijak zvláštní vztah k umění. V první polovině padesátých let (1951–1955) studoval na Vyšší průmyslové škole v Břeclavi a bylo mu dokonce nabídnuto studium jaderné fyziky v bývalém Sovětském svazu. Zůstal ale v Čechách a po úspěšných maturitních zkouškách v oboru projektování a provoz elektrického zařízení průmyslových podniků přijal umístěnku do Urxových závodů v Ostravě (původně závod na destilaci dehtu Julia Rütgerse, po znárodnění též Ostravské chemické závody) jako energetik.
Po třech měsících v prvním zaměstnání nastoupil Milan Beránek povinnou vojenskou prezenční službu ve Slaném. Vojáci mimo jiné fasovali speciální plastickou hmotu na pečetění uzamčených skladů. Tehdy devatenáctiletý Milan Beránek si krátil svou službu modelováním z této plastelíny, vznikaly tak jeho první plastiky.

### Výtvarná studia
Po skončení vojny v roce 1957 již nenastoupil do ostravských Urxových závodů, ale vyřídil si přeložení do Brna, kde získal místo v ZKL Brno jako revizní technik. Úspěšně absolvoval zkoušky na večerní výtvarnou školu Jaroslava Kvapila, obor sochařství (ak. sochař František Šenk) a také zahájil studium na Základní výtvarné škole, obor Modelování tematické a obor Modelování a tvarování.
V roce 1964 měl přestoupit ve funkci revizního technika do pobočného závodu ZKL v Praze, ale díky byrokratickému pochybení nemohl být Milan Beránek do nového zaměstnání přijat. Nakonec v témže roce nastoupil jako revizní technik u Technického opravárenského závodu potravin v Praze.

### Přátelé a umělecké skupiny
Díky přesídlení do Prahy získal větší možnosti dále studovat i tvořit. V roce 1965 byl přijat do Tvůrčí skupiny Praha pod vedením ak. soch. Josefa Líska. Navštěvoval a také absolvoval Lidovou akademii umění, ateliér sochařský, který vedl ak. sochař Miroslav Pangrác. V této době také potkal většinu svých budoucích přátel a sílil jeho odpor vůči komunistickému režimu.
V roce 1966 založil výtvarnou skupinu Nezávislí, ve které působil spolu se sochařem Václavem Skalickým, karikaturistou Karlem Benetkou, Martou Řežábkovou, Danielem Ladmanem, Jiřím Němcem a teoretikem Jaroslavem Hlaváčkem. Skupině se dařilo nějaký čas poměrně úspěšně pořádat společné výstavy v galeriích a výstavních prostorách měst bývalého Československa.
Byl členem výtvarné skupiny Tvar Praha, která měla galerijní prostory v budově OD Kotva, Nerudově ulici, v prostorách Semaforu či na Karlštejně. Po roce 1989 byla tato skupina rozpuštěna.

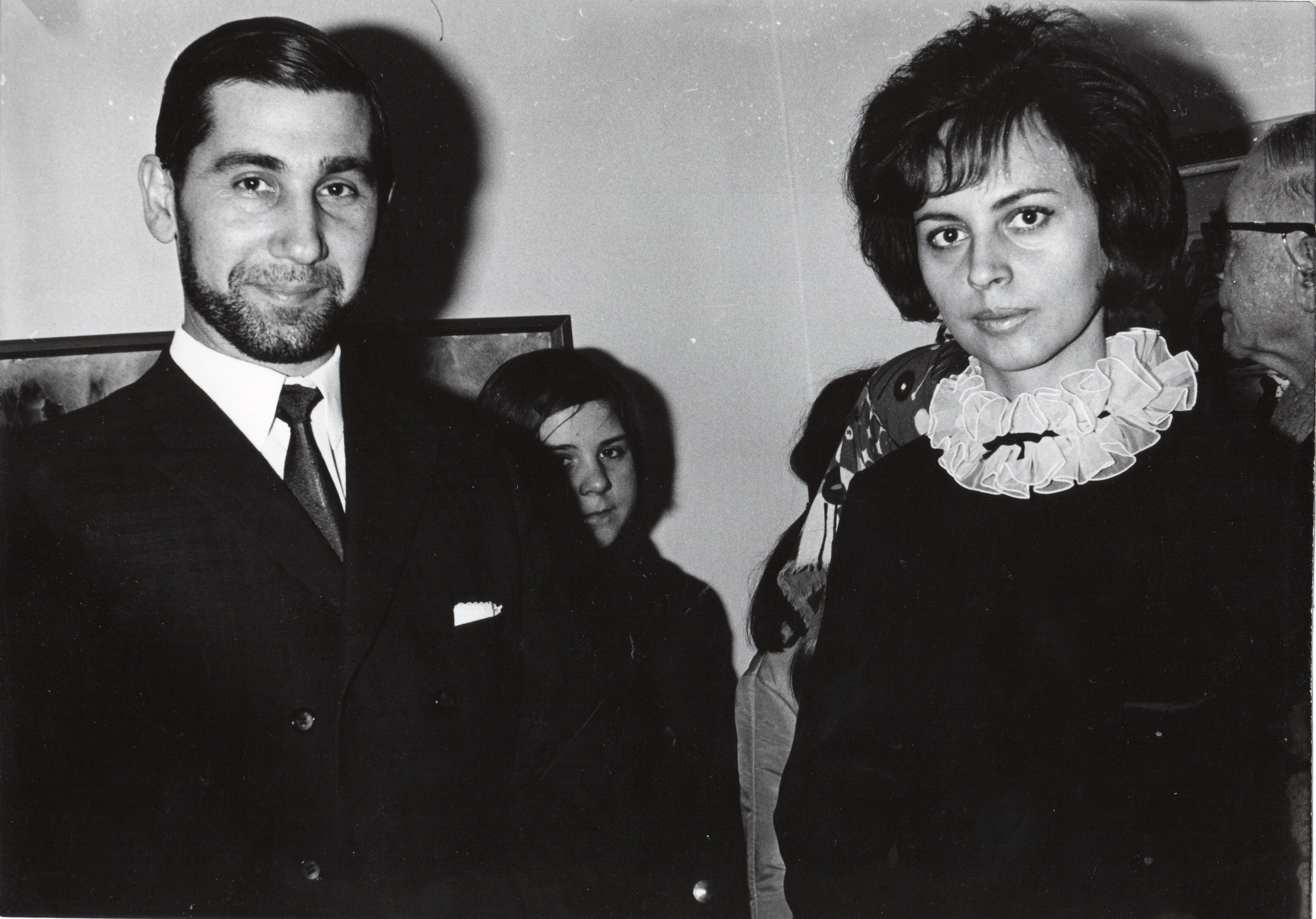
Milan Beránek se svou ženou Věrou Navrátilovou

Nejviditelnějším projevem tvorby a zájmem jeho studia byly sochy, plastiky či objekty, ale je tu i další aspekt Beránkovy práce – texty a básně. Dle Beránkových vzpomínek na počátku stála jeho platonická láska. Introvertní autor nedokázal najít způsob, kterým by svůj komplikovaný vztah ke své milé dokázal vyjádřit a pokusil se o to tedy básní. V roce 1969 se v Brně oženil s Věrou Navrátilovou. Toto manželství však vydrželo pouhé tři roky.

### Nástup normalizace
V závěru roku 1971 byla jeho matka surově zbita příslušníky VB a o pár dní později byli Milan Beránek s matkou napadeni výtržníky při cestě do kostela. Tato epizoda paradoxně vyústila v autorovo odsouzení v roce 1972 za „urážku státního zřízení“ (par. 198 písm. b tr. zák – trestný čin hanobení národa, rasy a přesvědčení).
Koncem šedesátých a začátkem sedmdesátých let dvacátého století začal Milan Beránek stále více ve své tvorbě využívat předmětů nalezených ve svém okolí a posunoval se tak od modelování a práce se sochařskou hmotou spíše k vytváření nových celků z nalezených artefaktů. Autor nadále pilně tvořil a více experimentoval a kromě svého zaměstnání revizního technika věnoval většinu času tvorbě i dalšímu vzdělávání. Také se více stýkal s umělci a lidmi, kteří protestovali proti politické situaci. Díky odporu vůči režimu se tak spřátelil například s Václavem Havlem, Václavem Malým, Petrem Uhlem a dalšími výraznými osobnosti z okruhu tehdejších odpůrců režimu. Účastnil se setkání na Hrádečku a později se stal signatářem Charty 77.
V letech 1985–1987 absolvoval dvouleté pomaturitní studium na Střední odborné škole výtvarné Emanuela Famíry – dnešní Výtvarná škola Václava Hollara. Po změně režimu v roce 1989 byla vystavena část jeho prací v sídle Libri prohibiti, knihovně, kterou začal na počátku 90. let budovat Jiří Gruntorád, autorův blízký přítel.
Tomu umělec svého času propůjčoval atelier pro jeho vydavatelskou činnost a množení samizdatových materiálů. Když se zdálo, že byla redakce odhalena, Jiří atelier opustil, ale vzápětí nato byl zatčen a vyslýchán. Za cenu vlastní újmy však svého přítele Milana Beránka nikdy neprozradil.
Většina Beránkových děl z pozdější doby nebyla nikdy veřejně vystavována a autor postupně proměnil svůj třípokojový byt v prostor, kde se prolínala galerie, ateliér a domov. Vystavená, uskladněná a rozpracovaná díla tak dostala další rozměr a utvořila společně neopakovatelný celek, ve kterém měla každá původně samostatná část své dané místo a smysl.

## Tvorba

### Raná tvorba
„Líbit se moje tvorba nemá a ani nechce. Porozumění a spříznění je mou snahou. Hledám a poznávám, snažím se pochopit a mám obavu o život svůj i život ostatních. Každého, kdo vědomě, bez viny, je dobrý nebo zlý s vlastním osudem, který přetváří dle svých schopností, a světlem, za kterým v životě jde.“, poznamenal si Milan Beránek na papír s datem 8. srpna 1984.
Tato myšlenka charakterizuje celou tvorbu Milana Beránka. Jeho díla nejsou tvořena na efekt a nekladou si za cíl zaujmout za každou cenu diváka, poučovat ho nebo mu cokoli podsouvat. Autor zkrátka tvoří pro sebe, ne pro obecenstvo. „Snažím se vyjádřit své vnitřní pocity k době, ve které žiji a usiluji svoje vidění uvést do výtvarného souladu s vlastním výtvarným projevem.“ poznamenává autor ve svých poznámkách.
Již od samého začátku jeho tvorby, kdy vzal do ruky poprvé pečetní plastelínu, aby ztvárnil své pocity během vojenské služby, bylo jeho cílem ztvárnit niterné pochody, osamělost, strach, ale i pochyby či radost a modelováním je přenést z hloubi mysli či duše do hmotného, třírozměrného světa. Je pochopitelné, že obzvláště v raných pracích figuruje často jako ústřední motiv lidské tělo – figura.
Dřívější umělcovy práce mohou evokovat jednoho z nejvýznamnějších sochařů 20. století Henry Moora. Přestože autor používá podobné prostředky pro Moorovy sochy charakteristické (perforace s průhledy a harmonické konkávní i konvexní linie tvarů), ztvárňuje postavy svým způsobem a zjednodušuje je na samu hranici figurálnosti. Na rozdíl od Moora, který odmítal složitější názvy či popisky svých děl a obhajoval názor, že v umění by mělo být obsaženo jisté tajemství a mělo by na diváka klást vyšší požadavky, Beránek pojmenovával své objekty zcela přesně a často je doprovázel i textem, který „vysvětluje“ kompozici či tvary a později barvy objektu.
Milan Beránek často vychází z biblických témat, jež jsou sama o sobě emotivně laděná. Nastolují otázky spojené se strachem a bolestí. Vynášejí na povrch pochyby a strach ze samotného bytí, respektive z věčného tázání po jeho smyslu. Zdá se, jakoby umělec pomocí elementárních emocí a tradičních náboženských témat hledal archetypální zdroj životní síly a naděje – nutkavé touhy žít. Ve všech jeho raných pracích pak hraje hlavní roli cit pro vyjádření vlastního chápání času a prostoru. Výrazným prvkem, který lze vysledovat napříč celým dílem i životem bylo silné náboženské založení (Římsko-katolické vyznání) a neustálé zpytování otázek víry a svědomí. 
Umělec komentuje svou tvorbu té doby slovy: Podstatnou část svého výtvarného projevu realizuji v návrzích zpracovaných v sochařské plastelíně, která se mě stala pro svoje ideální vlastnosti nenahraditelnou. Konečnou realizaci těchto modelů neovlivňuji.

### Asambláže a pozdější tvorba
Zatímco na počátku tvorby si tvůrce zamiloval profesionální sochařskou plastelínu (kterou nahradil pečetní materiál ze svých prvních děl z období vojenské služby), díky jejímž vlastnostem dokázal naprosto přesně realizovat své představy, později se pustil do asambláží a sestavování plastik – objektů z nalezených předmětů.
Dá se vypozorovat souvztažnost autorovy tvorby s dílem Zbyňka Sekala (1923 Praha – 1998 Vídeň). Stejně jako Sekalova tvorba, je i tvorba Beránkova, (což se týká hlavně jeho objektů tvořených z nalezených předmětů), časově obtížně zařaditelná.
V porovnání se Zbyňkem Sekalem, nebo surrealistickými asamblážemi Libora Fáry ale nezachází Milan Beránek do úplného detailu a jeho objekty mají daleko syrovější podobu než třeba vrcholně estetizované asambláže zmiňovaných tvůrců. Některé z objektů chápe sám autor v podstatě jako „rozpracované“. Někdy jejich realizace byla „částečně okamžitá“, někdy však trvalo dlouhé údobí, aby daný výtvarný smysl byl teprve novými událostmi pochopen a dotvořen. Konečné zpracování díla tak trvalo několik hodin, jindy dny až roky a některé předměty stále čekají na své na dokončení.
Paralelní výtvarné objekty, které Beránek tvoří jsou ve velké míře z odložených věcí. Jsou to předměty převážně nahodile objevené, jako třeba v případě poškozené secesní sošky z bouraného objektu na Letné, použité v působivém díle Praha k secesi barbarská.Následně dává umělec volný průchod své fantazii a přetváří tyto předměty dle vlastních úvah a možných záměrů s nimi. Jedná se o určitou tvůrčí hru a ateliérem se tak stávají nejen jeho vlastní byt ale i místa, která navštěvuje, či navštěvoval.
Části původních, většinou neznámých celků, se spojují k sobě a aniž by byla porušena jejich forma, krystalizují do dalších celků majících naprosto odlišnou výpovědní hodnotu. Věci odsouzené k zániku dostávají nový život a název díla pak většinou vtipně podtrhuje jeho námět. Příkladem může být Mladý muž s černým fousem, vyhraněného politického světového názoru s deštníkem poměrně chatrného stavu a s očima na šťopkách. Nezřídka se díla jeví jako sarkastická odpověď na tehdejší politickou dobu. např. Sprcha pro premiéra, 1975
Pro podtržení výsledného dojmu sjednocuje autor barevnost předmětů, přičemž ji redukuje na minimum. Prakticky tak nenaleznete v jeho tvorbě objekty, či asambláže, které by měly více než tři barvy.

### Sám tvůrce k tomu poznamenává
Barvu jsem měl původně pouze černou.Později jsem symbolicky postrádal červenou, která mě barevně uspokojovala a následovala ještě barva žlutá, které byla inspirována z překrásného posla jara – zlatého deště. Byrokratické chápání pamětníků a znalců umění, kteří v této kombinaci spatřují idealistický pohled na přešlé mocnářství CK, jsou více než na omylu. K hotovým dílům nerozlučně jsem spojoval živé rostliny, bez kterých si soukromé prostředí nedovedu představit. Protože v jiném, cizím prostředí nelze přirozenou zelenou barvu vždy zajistit a kombinace černo-zelené je pro mě lákavá, uvažuji o dalším zvýraznění barevného pohledu a zelenou barvu na část svých prací zahrnout také. Jen mimořádně je však kombinace červené a žluté barvy, která mě naprosto nevyhovuje.

Barevné objekty jsou mým paralelním výtvarným projevem. Lákala mě možnost zvolení si takové barevné kombinace, která mi byla v dané době blízká a realizace výtvarné kombinace, která z náhodných předmětů dospěla k uváženému celku.

Kromě nalezených věcí byly dalšími materiály, které autor využíval, kov, dřevo, případně plátno a plexisklo. Velkou a možnou, avšak ne zcela realizovanou budoucnost autor ve své tvorbě očekával od skla a především od zrcadel. Zrcadlo bylo pro něj myšlenkově a citově nezastupitelné hlavně pro jeho účinek na samotného pozorovatele předmětu a jeho časově utvářený dopad. Dalším využitím byl pak zpřístupněný pohled do míst, která jinak není možné současně obsáhnout.
Předměty umělec nejraději využíval v části celku, a tedy neporušoval jejich formu. Nutná spojení prováděl lepidlem, hřebíky, závity, mimořádně svařováním.
Postupně se Milan Beránek přesunuje od závažného pojetí svých děl k určité ironii, nadhledu a svébytnému humoru. Některá díla, či jejich názvy přímo prozrazují jeho mínění o tehdejším socialistickém zřízení. Takovými díly jsou třeba: Mechanický pamětník slavných historických výročí pro masy a nižší jim nadřazené složky, technicky uzpůsobený i pro zpětný chod, do krátkých časových vzdáleností. (Stroj pro disidenty)nebo Unikátní prototyp zjednodušeného, formálně nezávadného psacího stroje z pozvolně plynoucí reality reálného socialismu, určený jednoznačně pro české, moravské i slovenské spisovatele za stavu ohrožení. (Psací stroj pro disidenty)

### Básně a experimentování
Nemalou část umělcovy tvorby tvoří básně. Psal o lásce, víře, ale také o nesnázích, se kterými musel ve svém životě bojovat, včetně politické situace.
Mezi autorovými básněmi můžeme také objevit i experimentální texty, které navazují na tvorbu autorů převážně z šedesátých let. Experimentální poezie znamenala pro autory volné pole působnosti, možnost osvobození od ideologičnosti jazyka. Básně s rytmicky se opakujícími se slovy s jasnou architektonickou skladbou textu přecházejí někdy až ve shluky stejných nebo podobných znaků, jež na papíře tvoří autonomní obraz než básnické dílo.
K těmto pracím se váže soubor několika černobílých tušových kreseb vycházejících z tradice informelu. Některé z nich jsou pojaté formou koláže, která je složena z rozpitých černých skvrn či mřížek, do nichž zasahují vlepené novinové texty, obrázky nebo červené fólie. Jednotlivé nápisy jsou vytržené z kontextu a připomínají tak ideologická hesla. Druhá část je tvořena spontánními kresbami vyjadřujícími pocity a dojmy autora. Umělec někdy nechává tuš svévolně rozpíjet, jindy ji roztírá v tenkých vrstvách po papíře. Kresby tak získávají expresivní někdy až meditativní charakter.

## Časová osa

### Život a studium
- 1936 – narozen 30. 3. 1936 v Dražůvkách na Moravě
- 1938 – stěhování do Hodonína
- 1943 – zatčení otce v době heydrichiády, popraven 23. 9. 1943 ve Vídni
- 1945 – stěhování do Břeclavi, v rámci osidlování pohraničí
- 1948 – vyvlastnění zakoupeného domu v Břeclavi
- 1951–1955 – Vyšší průmyslová škola v Břeclavi (obor Projektování a provoz elektrického zařízení průmyslových podniků zakončen maturitní zkouškou 1. 6. 1955)
- 1955 – Urxovy závody Ostrava

- 1955–1957 – povinná vojenská služba ve Slaném
- 1957 – stěhování do Brna
- 1957 – zaměstnán v ZKL Brno
- 1960 – Základní výtvarná škola v Brně (Lidová polytechnika) – (obor Modelování tematické, Modelování a tvarování)

- 1961 – Výtvarná škola Jaroslava Kvapila v Brně (obor Sochařství u ak. sochaře Františka Šenka)

- 1964 – stěhování do Prahy
- 1964 – Technický opravárenský závod potravin Praha – zaměstnán jako revizní technik
- 1965 – přijat do Tvůrčí skupiny Praha – (pod vedením ak. soch. Josefa Líska)
- 1966 – Lidová akademie umění v Praze – (absolvoval v roce 1966 – sochařský ateliér u ak. sochaře Miroslava Pangráce,Pohybová kresba u ak. malíře Jindřicha Koukolského)

- 1966 – založení výtvarné skupiny Nezávislí
- 1967–1970 – Jazyková škola v Praze – (4letý kurz italského jazyka)

- 1969–1971 – předseda kulturně-masové komise ZV ROH
- 1985–1987 – Střední odborná škola výtvarná Emanuela Famíry (dnes Výtvarná škola Václava Hollara v Praze) (specializační dvouleté pomaturitní večerní studium – Tvarování a grafický design)

### Členství
- Galerie V suterénu – galerie skupiny Nezávislí
- Výtvarná skupina Praha
- Výtvarná skupina Tvar Praha – (Galerie v prostorách Kotvy – Nerudova ulice, na Karlštejně, v Semaforu – 1989 ukončení spolupráce)
- Tvůrčí skupina OKD Praha 3
- Charta 77
- Divadlo poezie – Studio oblast 9 (divadelní představení Faust, Marie Stuartovna)

### Výstavy
- 1965 – Sochaři lidové akademie umění – (1. 6. – 30. 6. 1965, výstava posluchačů LAU)
- 1967 – Skupina pražských výtvarníků BEBELAŘENEDA – (zahájení činnosti a otevření ateliéru dne 13. 1. 1967)
- 1967 – Výstava obrazů a plastik – Kulturní dům Tesly Praha – (27. 4. – 12. 5. 1967, Praha-Hloubětín)
- 1968 – Lidová akademie umění – Park kultury a oddechu JF Praha – (24. 4. – 9. 5. 1968)
- 1968 – Nezávislí – Výstavní síň Domu kultury a vzdělávání – (16. 3. – 5. 4. 1968, Výstavní síň v Pražské ulici, Příbram)
- 1969 – Obrazy a plastiky – Dům kultury a vzdělávání – (9. – 20. 4. 1969, Výstavní síni v Pražské ulici, Příbram)
- 1969 – Obrazy sochy – Tvůrčí skupina Nezávislí – (vernisáž 1. července 1969, Výstavní síni Městské knihovny Praha 1, nám. Dr.Vacka)
- 1970 – Výstava obrazů a plastik – Tvůrčí skupina Nezávislí – (vernisáž 21. 9. 1970, Praha 8 – Libeň)
- 1970 – Výstava plastik Výstavní síň N. P. Svoboda, Praha 1 – (30. 11. – 11. 12. 1970)
- 1973 – Obrazy a plastiky – Kulturní středisko Krč – (11. – 26. 10. 1973, Štúrova 1282)
- 1980 – Výstava sochařských reliéfů a intarzií – Nádraží Praha-střed – (16. 8. – 31. 8. 1980 – výstava organizována společně s výtvarnou skupinou „Koníček“ při JLV Praha)
- 1980 – Výstava soch, reliéfů a užitého umění – (Na Křivoklátě, Augustově vězení)
- 1981 – Milan Beránek – Sochy – (říjen 1981, Praha 1, Palác Kotva)
- 1982 – Milan Beránek – sochy – (Galerie pod Karlštejnem, výstavy zájmového sdružení výtvarných umělců)
- 1988 – Nezávislí – (vernisáž 5. 4. 1988 – Výstavní síň domu kultury, Příbram)
- 2014 – Zapomenutá generace – (23. 4. – 11. 5. 2014 Ateliér NS, Husinecká 8, Praha-Žižkov)
- 2017 – Výtvarníci Charty 77 – Galerie Millennium – (9. 5. – 11. 6. 2017)
- 2017 – Arthouse Hejtmánek galerie a aukční dům – (vernisáž 4. 10. 2017, 5. 10. – 5. 11. – Goetheho, Praha 6)